# Филипович Володимир
Володи́мир Филипо́вич (9 травня 1858 — 6 січня 1935) — український лікар-хірург, громадський діяч Буковини.

## З життєпису
Народився 9 травня 1858 року в сім'ї православного священника.
Закінчив медичні студії у Відні. Після навчання працював громадським лікарем в околиці Гориції, звідки 1886 р. перевівся як лікар-секундар до крайового шпиталю в Чернівцях.
Директор Центрального шпиталю в Чернівцях (1900—1914). Член-засновник товариства «Український Народний Дім у Чернівцях».
Співредактор віденської «Medizinische Vierteljahresschrift». Нагороджений орденом Залізної Корони ІІІ ступеня (1910).
Помер 6 січня 1935 року.